# Simu Liu
Simu Liu (Harbin, 1989. április 19. –) kinai származású kanadai színész.
Legismertebb alakítása Sang-csi 2021-es Shang-Chi és a tíz gyűrű legendája című filmben. A Blood and Water című sorozatban is szerepelt.

## Fiatalkora
Hejlungcsiangi Harbinban  született 1989. április 19-én. 5 éves koráig a nagyszülei nevelték, majd a  szüleivel Kanadába vándoroltak. Mississaugában nevelkedet. A University of Western Ontario diplomázott 2011-ben.
Liu kezdetben könyvelőként dolgozott, de elégedetlen volt karrierjével, és végül elbocsátották. És úgy döntött, hogy színészként és kaszkadőrként folytatja karrierjét.

## Pályafutása
Először kaszkadőri munkákat végzet. Első komolyabb szerepe a Blood and Water című sorozatban volt. 2015 és 2021 között a Kimék vegyesboltja című sorozatban szerepelt. 2016-ban a Elrabolva című sorozatban szerepelt. 2017-ben szerepelt a Dark Matter című sorozatban. Ugyanebben az évben szerepelt a Vérengzés című sorozatban. 2018-ban szerepelt a A Térség című sorozatban szerepelt. 2021-ben a Shang-Chi és a tíz gyűrű legendája című filmben szerepelt.

## Filmográfia

### Filmek
| Év   | Magyar cím                         | Eredeti cím                               | Szerep      | Magyar hang      |
| ---- | ---------------------------------- | ----------------------------------------- | ----------- | ---------------- |
| 2021 | Shang-Chi és a tíz gyűrű legendája | Shang-Chi and the Legend of the Ten Rings | Sang-csi    | Rohonyi Barnabás |
| 2021 |                                    | Bright: Samurai Soul                      | Izno (hang) |                  |
| 2021 | Vesztes nők forradalma             | Women Is Losers                           | Gilbert     |                  |
| 2023 | Barbie                             | Barbie                                    | Ken         | Fehér Tibor      |
| 2023 | A nagy ők                          | One True Loves                            | Sam         | Rohonyi Barnabás |
| 2023 | Szimuláns                          | Simulant                                  | Casey       | Rohonyi Barnabás |
| 2024 | Artúr, a király                    | Arthur the King                           | Leo         | Rada Bálint      |
| 2024 | Atlas                              | Atlas                                     | Harlan      | Fehér Tibor      |
| 2024 | Jackpot!                           | Jackpot!                                  | Louis Lewis | Szatory Dávid    |

### Televíziós szerepek
| Év        | Magyar cím                      | Eredeti cím                            | Szerep                         | Megjegyzések                                                                              |
| --------- | ------------------------------- | -------------------------------------- | ------------------------------ | ----------------------------------------------------------------------------------------- |
| 2012      | Nikita                          | Nikita                                 | hongkongi rendőrtiszt          | 1 epizód                                                                                  |
| 2013      | 13-as raktár                    | Warehouse 13                           | csapos                         | 1 epizód                                                                                  |
| 2013      |                                 | Played                                 | fegyveres                      | 1 epizód                                                                                  |
| 2013      |                                 | Mayday                                 | Narita légiforgalmi irányítója | 1 epizód                                                                                  |
| 2014      | A szépség és a szörnyeteg       | Beauty and the Beast                   | EMT                            | 1 epizód                                                                                  |
| 2015      |                                 | Blood and Water                        | Paul Xie                       | főszereplő                                                                                |
| 2015      |                                 | Make It Pop                            | Randy                          | 1 epizód                                                                                  |
| 2016      | Elrabolva                       | Taken                                  | Faaron                         | főszereplő (1. évad) magyar hangja Pálmai Szabolcs (1. szinkron) Szabó Máté (2. szinkron) |
| 2016–2021 | Kimék vegyesboltja              | Kim's Convenience                      | Jung Kim                       | főszereplő                                                                                |
| 2017      | Sötét árvák                     | Orphan Black                           | Mr. Mitchell                   | 1 epizód                                                                                  |
| 2017      |                                 | Dark Matter                            | technikus                      | 1 epizód                                                                                  |
| 2017      | Vérengzés                       | Slasher: Guilty Party                  | Luke                           | 2 epizód                                                                                  |
| 2017      |                                 | Bad Blood                              | Guy                            | 3 epizód                                                                                  |
| 2018      | A Térség                        | The Expanse                            | Paolo Mayer                    | 1 epizód                                                                                  |
| 2018      |                                 | Yappie                                 | Tom                            | főszereplő                                                                                |
| 2019      | Amerika Huangjai                | Fresh Off the Boat                     | Willie                         | 1 epizód                                                                                  |
| 2020      |                                 | Awkwafina Is Nora from Queens          | szemetes fiú                   | 1 epizód                                                                                  |
| 2021      |                                 | Corner Gas Animated                    | Gerald Mesmerizer (hang)       | 1 epizód                                                                                  |
| 2021      | Star Wars: Látomások            | Star Wars: Visions                     | Lah Zhima (hang)               | Epizód: "The Ninth Jedi"                                                                  |
| 2021      |                                 | The Tonight Show Starring Jimmy Fallon | önmaga                         | 1 epizód vendég                                                                           |
| 2021      | Hollywoodi ingatlanosok         | Selling Sunset                         | önmaga                         | 1 epizód                                                                                  |
| 2021      |                                 | Saturday Night Live                    | önmaga                         | 1 epizód műsorvezető                                                                      |
| 2022      |                                 | Celebrity Jeopardy!                    | önmaga                         | 2 epizód                                                                                  |
| 2022      | A Simpson család                | The Simpsons                           | Hubert Wong (hang)             | 1 epizód                                                                                  |
| 2022      | Bear Grylls: Sztárok a vadonban | Running Wild with Bear Grylls          | önmaga                         | 1 epizód                                                                                  |
| 2023      |                                 | The Other Two                          | önmaga                         | 1 epizód                                                                                  |
| 2023      | A StoryBotok válaszolnak        | StoryBots: Answer Time                 | Socradamus (hang)              | 1 epizód                                                                                  |
| 2024      |                                 | Dragons' Den                           | önmaga                         | 1 epizód                                                                                  |
| 2024      | Szörnyecskék: A Mogwaiok titkai | Gremlins                               | Chang (hang)                   | 4 epizód                                                                                  |
| 2024      | Mi lenne, ha…?                  | What If...?                            | Shang-Chi (hangja)             | 1 epizód magyar hangja Rohonyi Barnabás                                                   |
| 2025      | Invincible                      | Invincible                             | Multi-Paul (hang)              | 2 epizód                                                                                  |